# Operacja Aquatint
Operacja Aquatint – nieudany rajd brytyjskich komandosów na wybrzeże okupowanej Francji podczas II wojny światowej. Akcja została przeprowadzona we wrześniu 1942 roku na części obszaru, który później stał się znany jako plaża Omaha, przez 62. kampanię komandosów, znaną również jako Small Scale Raiding Force.
Przed rozpoczęciem operacji, rajd na francuskie nadmorskie miasto Dieppe postawił niemieckie siły okupacyjne w stan najwyższej gotowości, co ostatecznie przyczyniło się do niepowodzenia operacji Aquatint. Komandosi nie byli również w stanie zidentyfikować właściwego miejsca lądowania z powodu panujących ciemności. W ciągu kilku minut od dotarcia na brzeg grupa atakująca wpadła w zasadzkę niemieckiego patrolu i była zmuszona do próby powrotu do swojego środka transportu – kutra torpedowego. Kuter został jednak odnaleziony i ostrzelany przez niemieckie baterie nadbrzeżne, co uszkodziło jeden z jego silników. Sternik był zmuszony do wycofania się, pozostawiając komandosów na brzegu. Finalnie wszyscy komandosi, którzy nie zginęli w walce, zostali wzięci do niewoli. Tylko pięciu żołnierzy z oddziału biorącego udział w operacji przeżyło wojnę; jeden został zamordowany w niewoli, a los dwóch pozostałych jest nieznany.

## Tło
W odpowiedzi na prośbę szefa Operacji Połączonych, admirała Louisa Mountbattena, o zbadanie niemieckich umocnień na francuskim wybrzeżu, 62. kompania komandosów, znana również jako Small Scale Raiding Force (SSRF), przeprowadziła szereg operacji w 1942 roku. Pierwsze trzy misje zakończyły się pełnym sukcesem: operacja Barricade (14/15 sierpnia 1942), operacja Dryada (2/3 września 1942) i operacja Pound (7/8 września 1942). Operację Aquatint zaplanowano na połowę września 1942 roku jako misję rozpoznawczą w pobliżu Sainte-Honorine-des-Pertes, małego nadmorskiego miasteczka niedaleko Port-en-Bessin w Normandii. Misja miała na celu zebranie informacji o okolicy i wzięcie do niewoli niemieckiego wartownika. Rozpoznanie lotnicze zidentyfikowało niewielką grupę domów na nabrzeżu, które prawdopodobnie były zajmowane przez Niemców.
Liczebność grupy desantowej SSRF była ograniczona do liczby osób, które mogły zmieścić się na pokładzie kutra torpedowego i składała się z pięciu oficerów, jednego chorążego, jednego starszego podoficera, trzech szeregowych oraz członka Sił Wolnych Francuzów. Dowódca SSRF, mjr „Gus” March-Phillipps, miał poprowadzić rajd. Jego zastępca, kpt. Geoffrey Appleyard, pozostał na pokładzie kutra z powodu urazu odniesionego podczas poprzedniej misji. W akcji wzięli udział również kpt. Graham Hayes, kpt. John Burton, kpt. lord Francis Howard, por. Anthony Hall, st. sierż. Thomas Winter, sierż. Allen Michael Williams, szer. Jan Hollings (Jan Hellings) z Holandii, szer. Adam Orr (Abraham Opoczyński) – żydowski uchodźca z okupowanej Polski, szer. Richard Leonard (Richard Lehniger) – sudecki Żyd, obywatel Czechosłowacji oraz kpt. Andre Desgranges z Francuskiej Armii Wyzwolenia.
Rajd na Dieppe w sierpniu 1942 roku zmienił niemieckie plany fortyfikacji; sukces niemieckich sił obronnych w odparciu próbnej inwazji aliantów wzmocnił znaczenie Wału Atlantyckiego. Organizacja Todta rozpoczęła wzmacnianie stanowisk artyleryjskich punktami umocnionymi piechoty wzdłuż francuskiego wybrzeża. Starsze stanowiska artyleryjskie, oparte na projektach jeszcze z czasów I wojny światowej, zostały zastąpione mocniejszymi, zadaszonymi konstrukcjami, zapewniającymi ochronę przed atakami powietrznymi. Obszar Normandii, na który kierowano operację Aquatint, nie został jeszcze wyposażony w betonowe stanowiska artyleryjskie, ale istniała sieć baterii artylerii nadbrzeżnej, zdolnych do zapewnienia wzajemnie wspierających się pól ostrzału. Niemiecka piechota prowadziła patrole piesze na obszarach między bateriami.

## Operacja
Misja była już wcześniej podejmowana w nocy z 11 na 12 września 1942 roku, ale musiała zostać odwołana po dotarciu kutra torpedowego do wybrzeży Francji. Grupa atakująca nie była w stanie zlokalizować celu z powodu ciemności i mgły. 12 września 1942 roku ich kuter wypłynął z Portsmouth o godzinie 20:12 i dotarła do wybrzeża w pobliżu Barfleur około godziny 22:00. Poruszając się z ograniczoną prędkością, aby uniknąć wykrycia i ominąć nadbrzeżne pola minowe, dotarli na miejsce przeznaczenia tuż po północy 13 września 1942 roku. Obserwując linię brzegową, atakujący w ciemności błędnie zidentyfikowali dolinę, którą uznali za Sainte-Honorine-des-Pertes, gdy w rzeczywistości była to Saint-Laurent-sur-Mer, około 1,5 km na prawo od właściwego celu. Około godziny 00:20 grupa desantowa skierowała się w stronę plaży małą, składaną łodzią płaskodenną, znaną jako łódź Goatley. Po dotarciu do brzegu komandosi zdali sobie sprawę, że są zbyt blisko zajmowanych przez Niemców budynków, aby zostawić łódź na miejscu. Przeciągnęli więc ją ok. 180 metrów na wschód od domów, powyżej linii przypływu. Kpt. Lord Howard pilnował łodzi, podczas gdy reszta komandosów sprawdzała teren, aby upewnić się, że jest bezpieczny i że nie zostali zauważeni podczas lądowania.
W drodze powrotnej na plażę członkowie grupy desantowej zauważyli niemiecki patrol składający się z około siedmiu lub ośmiu ludzi nadchodzących od strony domów, więc ukryli się. Zostali jednak wykryci przez psa prowadzonego przez żołnierzy na patrolu około 00:50. Patrol otworzył do nich ogień z broni ręcznej i obrzucał granatami. Komandosi zdołali rozproszyć niemiecki patrol, odpowiadając ogniem i dotrzeć do łodzi Goatley. Kpt. Lord Howard, który został pozostawiony do pilnowania łodzi, został ranny, próbując ponownie ją podnieść, lecz pozostali zdołali zabrać go na pokład. Walka trwała około 30 minut. Gdy niemiecki patrol ruszył naprzód na plażę, por. Hall próbował schwytać jednego z Niemców, ale sam został postrzelony w głowę i pojmany. Koledzy pozostawili go, myśląc, że zginął. Komandosi w łodzi Goatley zdołali odpłynąć około 90 metrów w głąb morza, gdy ich łódź została zlokalizowana i ostrzelana przez trzy stanowiska karabinów maszynowych nad plażą. Stanowisko artyleryjskie na zachodzie również rozpoczęło ostrzał z dział w ich kierunku. Połączony ogień z czterech pozycji uszkodził łódź, która zaczęła tonąć. Komandosi próbowali dopłynąć do kutra, który również został już wykryty i ostrzelany. Nie mogąc zlokalizować go w ciemnościach, zostali zmuszeni do powrotu na plażę. St. sierż. Winter został ponownie ostrzelany, gdy dotarł na plażę i wkrótce po tym pojmany. Zabrano go do niemieckiej kwatery głównej, gdzie umieszczono go w pokoju z kapitanami Lordem Howardem i Desgrangesem, którzy później również zostali schwytani.
Kuter torpedowy wycofał się poza zasięg niemieckich dział około 1:30, ale wcześniej pocisk unieruchomił jego prawy silnik. Po 10 minutach francuski sternik wrócił w kierunku brzegu, mając nadzieję na zabranie ocalałych. Został ponownie dostrzeżony przez Niemców około 2:30 i zmuszony do ponownego wycofania się pod coraz cięższym ostrzałem artylerii i karabinów maszynowych. Nie mogąc odnaleźć żadnych ocalałych, sternik ponownie przekroczył w kutrze niemieckie pole minowe i powrócił do Portsmouth o godzinie 10:00 rano.

## Następstwa
Późnym rankiem 13 września 1942 roku Winter i Desgranges otrzymali rozkaz zebrania ciał żołnierzy zabitych na plaży. Spośród 11 komandosów, którzy zeszli na brzeg, trzech zginęło: mjr March-Phillips, sierż. Williams i szer. Leonard; czterech zostało schwytanych (ciężko ranni kpt. Lord Howard i por. Hall, a także Winter i Desgranges); a czterech innych uciekło.
Później tego samego dnia kpt. Lord Howard i pot. Hall zostali hospitalizowani z powodu odniesionych obrażeń, a Wintera i Desgrangesa przewieziono do Caen na przesłuchanie. W tym czasie Niemcy nie wiedzieli, że czterem komandosom – kapitanowi Burtonowi, szeregowym Hollingsowi i Orrowi oraz kapitanowi Hayesowi – udało się uniknąć schwytania i opuścić plażę.
14 września 1942 roku Niemcy wydali komunikat:

W nocy z 12 na 13 września 1942 roku brytyjscy żołnierze podjęli próbę lądowania na wybrzeżu kanału La Manche, na wschód od Cherbourga. Ich obecność została natychmiast wykryta przez niemieckie siły obronne, które otworzyły ogień i zatopiły łódź.

Drugi komunikat z 15 września 1942 roku brzmiał:

W nocy z 12 na 13 września strażnicy obrony wybrzeża na wschód od półwyspu Cotentin zlokalizowali próbę lądowania wroga na plaży. Kilku żołnierzy próbowało przeprawić się przez plażę, podczas gdy ich łódź, próbująca wrócić na morze, została trafiona i zatopiona. Osoby na plaży zostały zabite lub wzięte do niewoli. Wszyscy byli członkami armii brytyjskiej, z wyjątkiem jednego, francuskiego oficera sił gaullistowskich.

Ciała poległych pochowano na cmentarzu w Saint-Laurent-sur-Mer 15 września 1942 roku. W pogrzebie uczestniczyli jedynie lokalni dowódcy niemieckiej i francuskiej żandarmerii. Aby uniemożliwić udział innych osób, Niemcy rozmieścili karabin maszynowy na cmentarzu.
Po 10 dniach przesłuchania Winter został przewieziony do Rennes, gdzie trzy dni później dołączyli do niego kapitanowie Burton, Hollings i Orr. Trzem udało się pozostać razem, gdy łódź została zatopiona, i zostali oni schwytani później przez niemiecki oddział spadochroniarzy będący wówczas na ćwiczeniach. Burton został wysłany do obozu jenieckiego w Niemczech. Winter, Hollings i Orr zostali zabrani do Frankfurtu i przekazani Gestapo na dalsze przesłuchanie, po czym Winter trafił do obozu jenieckiego w Memmingen. Los Hollingsa i Orra nigdy nie został ustalony. Jednak Orr, znany również jako Opoczyński, żołnierz pochodzenia żydowskiego, ma grób w Durnbach z datą śmierci 4 września 1945 roku. Winter i oficer Special Air Service uciekli z obozu w kwietniu 1945 roku, przebrani za francuskich żołnierzy. Desgranges również zdołał uciec z niewoli, przedostając się przez Hiszpanię do Wielkiej Brytanii, gdzie dołączył do Kierownictwa Operacji Specjalnych (SOE).

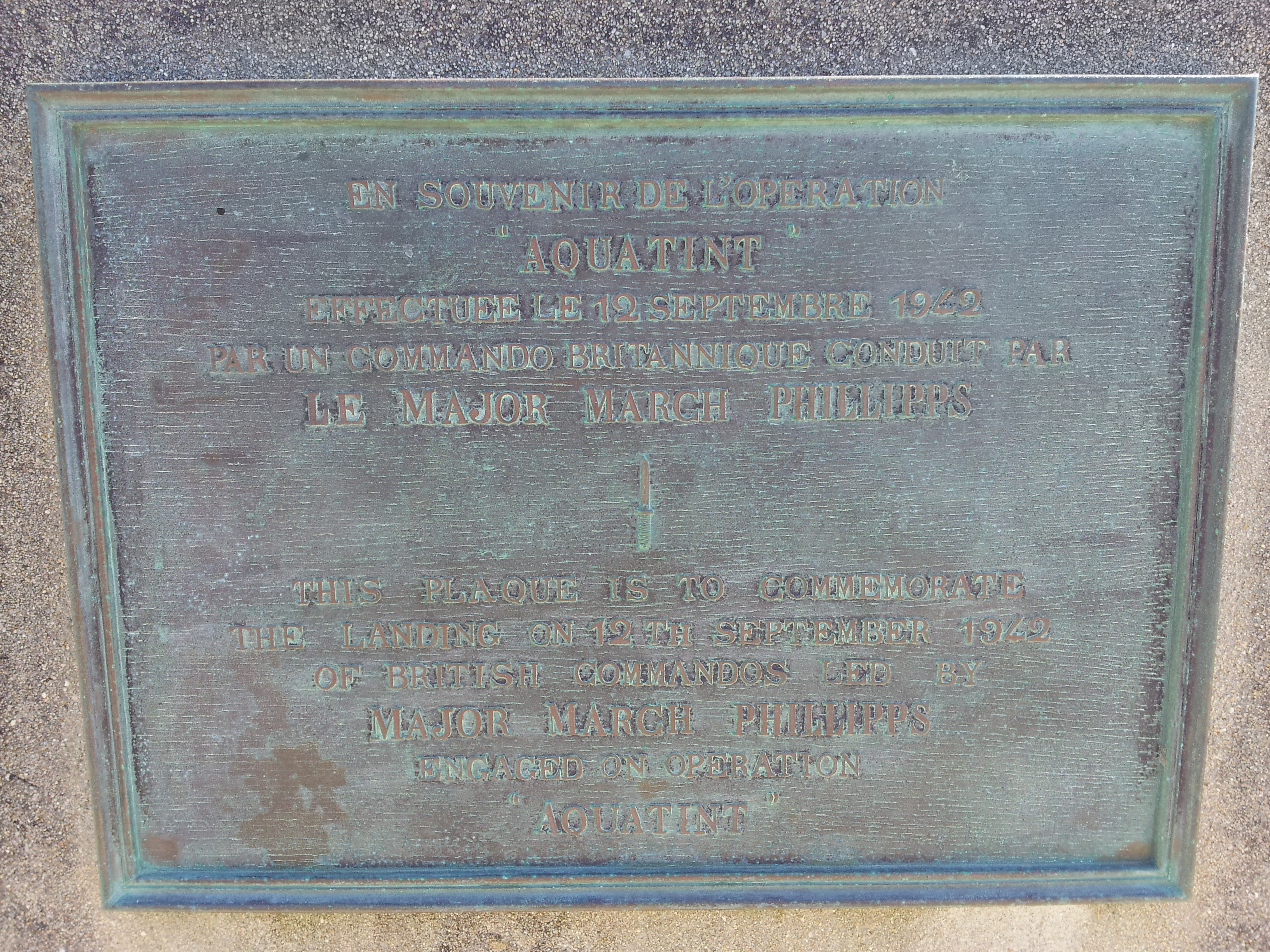
Tablica upamiętniająca akcję na plaży Omaha

Kpt. Hayes, nie mogąc dotrzeć do kutra, zaczął odpływać wzdłuż brzegu od miejsca strzelaniny i wylądował obok Asnieres-en-Bessin. Udało mu się uniknąć schwytania i nawiązać kontakt z miejscową francuską rodziną, która zapewniła mu cywilne ubrania i skontaktowała go z francuskim ruchem oporu. Hayes został zabrany pociągiem do Lisieux i po kilku tygodniach dotarł do Paryża. Następnie przetransportowano go do granicy hiszpańskiej, gdzie dotarł w październiku 1942 roku. Po przekroczeniu granicy został zatrzymany przez hiszpańskich pograniczników, którzy wydali go Niemcom. Hayes został odesłany do Paryża i uwięziony w więzieniu Fresnes. Przetrzymywano go w odosobnieniu przez dziewięć miesięcy, po czym został rozstrzelany 13 lipca 1943 roku. Hayes został przekazany Niemców w umundurowaniu, więc powinien być uważany za jeńca wojennego z wszystkimi przysługującymi mu prawami, ale został stracony na mocy Kommandobefehl, który nakazywał egzekucję wszystkich pojmanych komandosów. Po wojnie odkryto, że Hayes został zdradzony, a Niemcy wiedzieli o wszystkich jego ruchach począwszy od Normandii aż do granicy hiszpańskiej. Osoby uważane za odpowiedzialne za zdradę Hayesa nigdy nie zostały ukarane, ponieważ przekonały władze, że działały jako podwójni agenci.
Pomimo rezultatów operacji, SOE i Dowództwo Operacji Połączonych wierzyły, że SSRF może być nadal użyteczna i dopilnowały, aby jednostka nie została rozwiązana. Dowództwo nad nią powierzono nowo awansowanemu na majora Appleyardowi. Pod koniec 1942 roku większość żołnierzy SSRF została przeniesiona do Algierii i włączona do 2 Pułku SAS. Appleyard nie przeżył wojny. Wracał z misji lotniczej, gdy zgłoszono zaginięcie jego samolotu. Tego samego dnia kpt. Hayes został stracony w Paryżu.